# Klasztor kamedułów w Szańcu
Klasztor kamedułów w Szańcu – nieistniejący klasztor kamedułów w Szańcu ufundowany w 1726 przez Józefa Myszkowskiego, zamknięty w 1819.

## Historia
Miejscem wyznaczonym przez fundatora pod zakładany klasztor został las położony między Szańcem a Galowem. Józef Myszkowski (VII ordynat pińczowski) dla potrzeb ośmiu mnichów przeznaczył 30 morgów ziemi i dwie wsie: Dziesławice i Jastrzębiec, które miały ich utrzymywać. Klasztor składał się z drewnianego kościoła, ośmiu domków-cel dla zakonników, budynków gospodarczych oraz domu gościnnego. Funkcjonował w latach 1726–1819, bowiem w 1819 za zgodą papieża oraz na mocy dekretu prymasa z dnia 17 lutego 1819 został skasowany. Po likwidacji klasztor stał się własnością skarbu państwa a zakonnicy, którzy go opuścili otrzymali świadczenia w wysokości 80 rubli rocznie. Budynek kościoła przez pewien czas służył jako suszarnia tytoniu a w opuszczonych i niszczejących budynkach w czasie bitwy pod Grochowiskami doszło do potyczki między oddziałem furażerów powstańczych a wojskami rosyjskimi. Poległych 27 powstańców pochowano na terenie klasztoru. Kościół i domki zakonników niszczejące w szybkim tempie zostały rozebrane po 1866, a w 1908 ziemia zajmowana przez klasztor została przez dziedzica rozparcelowana a przez chłopów zaorana. Z drewnianych resztek klasztornych zbudowano przy kościele w Szańcu (zachowaną do dziś) kapliczkę na utensylia i obecnie po klasztorze nie ma najmniejszego śladu.     